# Mitridates III de Pàrtia
Mitridates III fou rei de Pàrtia del 57 aC al 52 aC.
El rei Fraates III va ser assassinat el 57 aC pel seu fill Mitridates III amb ajut del seu germà Orodes (II). Mitridates III es va proclamar rei.
El nou rei es va imposar a l'Atropatene i va obligar el rei de Corduena a pagar tribut. Osroene també va haver de reconèixer la sobirania del rei part.
Mitridates es va mostrar cruel amb els notables del regne i aquestos van decidir eliminar-lo, aixecant bandera pel seu germà Orodes II. Mitridates va quedar relegat a la zona de Babilònia i Selèucia del Tigris. Va demanar assistencia al procònsol romà de Síria Aulus Gabinius.
Vers el 52 aC Orodes II va entrar a Babilònia, i el seu general Surena va derrotar i capturar Mitridates III, que fou executat. Orodes II va quedar com a rei.
| Precedit per: Fraates III | Imperi Part | Succeït per: Orodes II |